# Mischmar Ezrachi
Die ha-Mischmar ha-Ezrachi (hebräisch הַמִּשְׁמָר הָאֶזְרָחִי HaMischmar haʾEsrachī, deutsch ‚die staatsbürgerliche Wacht‘), oft abgekürzt zu MaschʾAz (משא״ז) ist eine freiwillige Bürgerwehr in Israel. 
Die herkömmliche israelische Polizei organisiert die Bürgerwehr und stellt Waffen und Ausrüstung zur Verfügung. Über das Land verteilt gibt es viele Bürgerwehr-Kasernen. Der Leiter einer dieser Stützpunkte ist stets ein Offizier der Polizei, das sonstige Personal besteht jedoch aus zivilen Freiwilligen. Die Standardwaffe der Bürgerwehr ist in der Regel der M1 Carbine, welcher offen getragen wird. Schusswaffen gehören in Israel zum alltäglichen Straßenbild. Die Bürgerwehr ist dazu angehalten, bei Angriffen noch vor dem Eintreffen von Polizei und Militär selbsttätig einzugreifen und von der Schusswaffe Gebrauch zu machen. 
Die Bürgerwehr wurde am 10. Juli 1974 gegründet, wobei das Maʿalot-Massaker hierbei ausschlaggebend gewesen sein soll. 2004 hatte die Bürgerwehr nach eigenen Angaben 70.000 Freiwillige, davon sind 28 % Frauen. Zwischen 1974 und 2004 sollen sich über eine halbe Million Menschen für die Bürgerwehr gemeldet haben.